# Anchusa digenea
Anchusa digenea är en strävbladig växtart som beskrevs av Gusul. Anchusa digenea ingår i släktet oxtungor, och familjen strävbladiga växter. Inga underarter finns listade i Catalogue of Life.